# 舍尔克里彭
舍尔克里彭是德国巴伐利亚州的一个市镇。总面积12.64平方公里，总人口3938人，其中男性1922人，女性2016人（2011年12月31日），人口密度312人/平方公里。